# Accessio cedit principali
Accessio cedit principali (łac. przyrost przypada temu, co główne) – zasada rzymskiego prawa rzeczowego oznaczająca, iż rzecz przyłączona do rzeczy głównej przypada właścicielowi rzeczy głównej. Znana również w wersji: accessorium sequitur principale (łac. rzecz przyłączona idzie za główną).
Paremię tę podaje Kodeks Justyniana w ślad za Ulpianem:

Ilekroć zastanawiamy się, co czemu przypada, pod uwagę bierzemy, czego użyto do ozdobienia innej rzeczy, gdyż rzecz przyłączona przypada rzeczy głównej. Przypadają zatem klejnoty wprawione w filiżanki lub misy właścicielowi zastawy.

Obecnie zasadę tę w polskim prawie cywilnym wyraża art. 47 Kodeksu cywilnego.